# Prairies à tussacks de Canterbury et Otago
Localisation
Les prairies à tussacks de Canterbury et Otago est une écorégion terrestre définie par le Fonds mondial pour la nature (WWF), qui appartient au biome des prairies, savanes et brousses tempérées de l'écozone australasienne. Elle recouvre la partie orientale de l'île du Sud néo-zélandaise (régions de Canterbury et Otago) et abritent de nombreuses herbes à tussacks.